# Сотрудничество (фильм)
«Сотрудничество» (англ. The Collaboration) — будущий художественный фильм режиссёра Кваме Квей-Армаха. Автором сценария стал Энтони Маккартен, который адаптировал собственную одноимённую пьесу. Главные роли в фильме исполнили Пол Беттани и Джереми Поуп. Они повторят роли Энди Уорхола и Жана-Мишеля Баскии, которые они сыграли в оригинальной постановке пьесы в феврале 2022 года в лондонском Вест-Энде, а также на Бродвее в феврале 2023 года.

## Сюжет
Нью-Йорк 1980-е годы. Два культовых художника, Энди Уорхол и Жан-Мишель Баския, начинают успешное сотрудничество для создания выставки, после того, как их объединяет коллекционер произведений искусства Бруно Бишофбергер.

## В ролях
- Пол Беттани — Энди Уорхол
- Джереми Поуп — Жан-Мишель Баския
- Даниэль Брюль — Бруно Бишофбергер[4]
- Мелисса Баррера — Майя
- Генри Хантер Холл — Майкл Стюарт
- Андреа Сух — Джулия Уорхол
- Эндрю Фама — Джед
- Ирса Дейли-Уорд — Грейс Джонс

## Производство
В феврале 2022 года стало известно, что Энтони Маккартен адаптировал свою пьесу и будет снимать киноверсию вместе с Денисом О’Салливаном и Кваме Квей-Армахом в качестве режиссёра. Пол Беттани и Джереми Поуп повторили свои роли, сыгранные в оригинальной постановке пьесы, в ролях Энди Уорхола и Жана-Мишеля Баския соответственно. В августе 2022 года к актёрскому составу присоединился Даниэль Брюль, Ханна Бичлер выступила в качестве художника-постановщика, а Роберт Йоман — в качестве оператора. В сентябре 2022 года стало известно, что к актёрскому составу присоединилась Мелисса Баррера, а Пол Мачлисс будет монтажёром фильма. Съёмки начались в 2022 году в районе Большого Бостона: с 14 сентября 2022 года сцены снимались в Marina Studios в Куинси, а часть Линна, штат Массачусетс, дублировала Нью-Йорк 1980-х годов.
В конце 2022 года Беттани рассказал изданию Observer, что на тот момент фильм ещё не был смонтирован, а самая ранняя дата выхода — конец лета 2023 года, возможно, в Венеции, но без твёрдых планов.